# Abdelhalim Kaouane
Abdelhalim Kaouane, né le 29 novembre 1981, est un basketteur professionnel algérien. Il a joué pour l'équipe nationale algérienne de basket-ball.

## Honneurs

### Clubs
Al Nasr Benghazi
- Ligue libyenne : 2007. 2009
- Coupe de Libye : 2009
- Super Coupe de Libye : 2007

CSM Constantine
- Super Division : 2013.